# Bondhusbreen

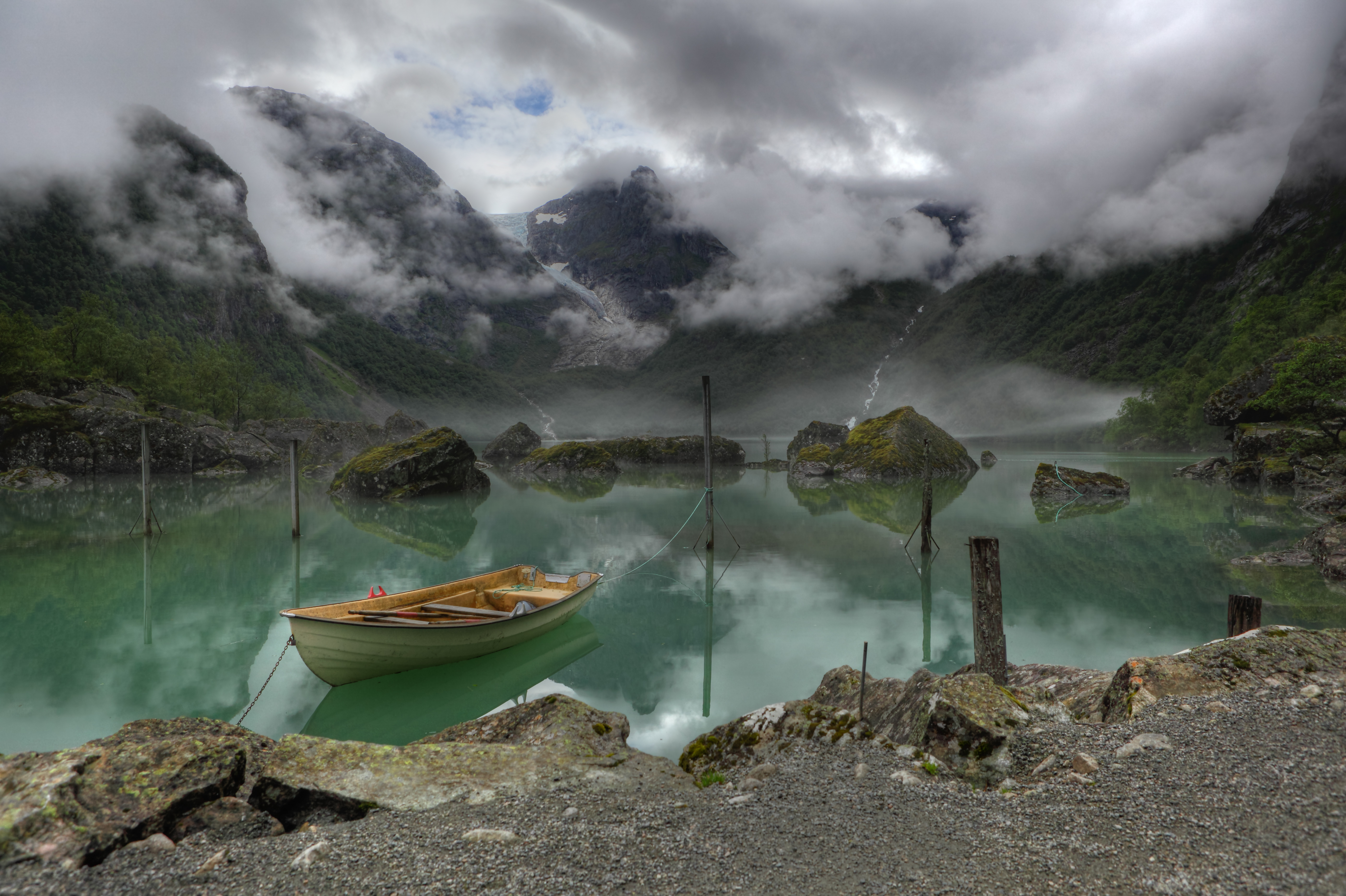
Het Bondhusmeer met op de achtergrond de gletsjer

De gletsjer Bondhusbreen is een zijarm van de Folgefonnagletsjer met een lengte van ongeveer vier kilometer en een hoogteverschil van 1100 meter. Ze ligt op het grondgebied van de gemeente Kvinnherad in de provincie Hordaland in Noorwegen. De waterafvloeiing onder de gletsjer wordt opgevangen door een tunnel en geëxploiteerd in de Mauranger Waterkrachtcentrale.